# Joan Blasco i Ribera
Joan Blasco i Ribera (Torres Torres, Camp de Morvedre, 17 de gener de 1928 - 9 de març de 2016) va ser un intèrpret i mestre valencià de dolçaina i tabal. N'és considerat un dels màxims exponents de la difusió i recuperació de la dolçaina i tabal com instruments musicals al País Valencià.
Nascut a Torres Torres, Joan Blasco es va traslladar a València de xicotet, on va aprendre a tocar el tabal i la dolçaina, sent deixeble de Josep Sanfeliu. En 1962, en va dirigir la primera escola de dolçaina i tabal coneguda, sota l'auspici de la Junta Central Fallera. Més tard, Blasco va fundar l’escola de dolçaina a Algemesí en 1975 i l’Escola Municipal de Dolçaina de València en 1977.
Joan Blasco va escriure el primer mètode d'ensenyament de dolçaina en 1981. Va promoure l'estandardització de la tècnica de dolçaina i l’afinació en sol. A partir de 1978, va organitzar diversos aplecs per difondre l'instrument per diferents comarques valencianes. A 1979 va gravar La dolçaina, el primer àlbum dedicat a l'instrument des de les primerenques gravacions d'Honorat Gil als anys 1920.